# Beauty and the Beast: The Enchanted Christmas
Beauty and the Beast: The Enchanted Christmas (bra: A Bela e a Fera: O Natal Encantado ou O Natal Encantado da Bela e a Fera; prt: A Bela e o Monstro: O Natal Encantado) é um filme de animação canado-estadunidense de 1997, do gênero fantasia, dirigido por Andrew Knight.

## Sinopse
É época de Natal e Madame Samovar, Zip, Horloge e Lumière se lembram do último natal que tiveram: Bela quis fazer uma festa de natal no castelo, porém essa é a data menos querida pela Fera já que foi nessa data comemorativa que ele se transformara em uma fera horrenda. Mesmo assim Bela reanimou os objetos encantados do castelo a fim de re-criar um espírito natalino no lugar. Só que se depender de um terrível Maestro chamado Forte, que vive no castelo, isso não vai acontecer de nenhuma maneira.